# Aka maldiviensis
Aka maldiviensis är en svampdjursart som beskrevs av Calcinai, Cerrano, Sarà och Bavestrello 2000. Aka maldiviensis ingår i släktet Aka och familjen Phloeodictyidae.
Artens utbredningsområde är Maldiverna. Inga underarter finns listade i Catalogue of Life.